# Данкалой
Данкалой (чечен. Дан-Кхаьлла) — покинутый аул в Итум-Калинском районе Чеченской Республики.

## География
Расположен на правом берегу реки Дзумсэхк, у южного склона хребта Басхой, к северо-востоку от районного центра Итум-Кали.
Ближайшие населённые пункты и развалины бывших аулов: на северо-западе — сёла Ушкалой и Башен-Кале, на северо-востоке— бывшие аулы Тумарка и Элка, на юго-востоке —  бывшие сёла Хилдехарой и Кештерой, на юго-западе — село Бугарой.